# 利特勒爾鎮區 (阿肯色州華盛頓縣)
利特勒爾鎮區（英語：Litteral Township）是位於美國阿肯色州華盛頓縣的一個行政鎮區。

## 地方資料
利特勒爾鎮區的面積為28.46平方千米，當中陸地面積為28.28平方千米，而水域面積為0.18平方千米。根據2010年美國人口普查的數據，當地共有人口1500人，而人口密度為每平方千米52.71人。